# Oliver Rasmussen

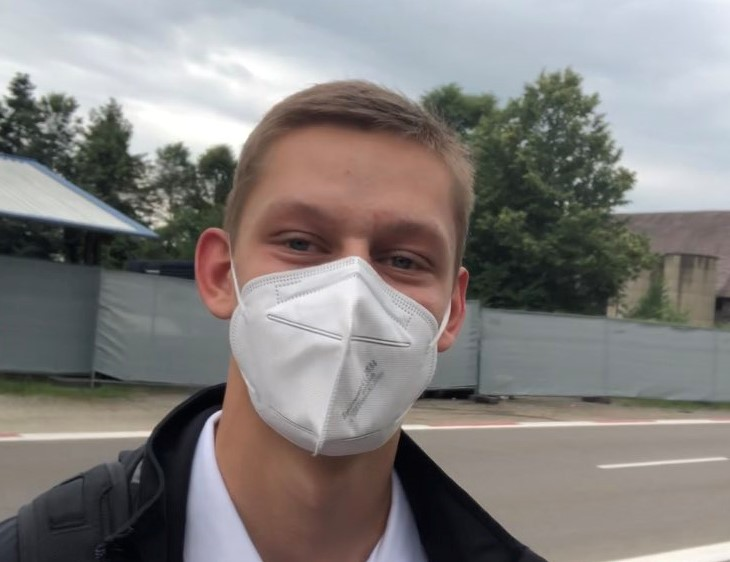
Oliver Rasmussen in 2021

Oliver Rasmussen (Mougins, 21 november 2000) is een Frans-Deens autocoureur.

## Autosportcarrière
Rasmussen begon zijn autosportcarrière in het karting in 2012, waar hij tot 2018 actief bleef. Datzelfde jaar maakte hij zijn debuut in het formuleracing in het Italiaanse Formule 4-kampioenschap, waarin hij uitkwam voor Jenzer Motorsport. Hij kende een lastig jaar, waarin hij enkel met een achtste plaats op het Misano World Circuit Marco Simoncelli tot scoren kwam. Met 4 punten werd hij 24e in het kampioenschap.
In 2019 reed Rasmussen een dubbel programma voor het Prema Powerteam in zowel het Italiaanse als het ADAC Formule 4-kampioenschap. In het Italiaanse kampioenschap behaalde hij twee pole positions op Misano en het Autodromo Enzo e Dino Ferrari en behaalde hij twee podiumplaatsen tijdens het laatste raceweekend op het Autodromo Nazionale Monza. Met 126 punten werd hij zevende in de eindstand. In het ADAC-kampioenschap behaalde hij twee podiumfinishes op het Circuit Zandvoort en de Nürburgring, maar behaalde hij in de rest van het seizoen minder constante resultaten. Met 76 punten werd hij twaalfde in het klassement.
In 2020 begon Rasmussen het seizoen in de Toyota Racing Series, waarin hij uitkwam voor het team Mtec Motorsport engineered by R-ace GP. Hij stond twee keer op het podium, op het Highlands Motorsport Park en het Hampton Downs Motorsport Park, en eindigde met 158 punten als elfde in het kampioenschap. Vervolgens stapte hij over naar het Formula Regional European Championship, waarin hij opnieuw voor Prema reed. Hij won zes races: de seizoensopener op Misano, gevolgd door de Red Bull Ring, Monza, het Circuit de Barcelona-Catalunya (tweemaal) en de seizoensfinale op het Autodromo Vallelunga. Met 343 punten werd hij achter zijn teamgenoten Gianluca Petecof en Arthur Leclerc derde in de eindstand.
In 2021 maakte Rasmussen zijn debuut in het FIA Formule 3-kampioenschap, waarin hij uitkwam voor het team HWA Racelab. Hij kende een zwaar seizoen waarin hij niet tot scoren kwam. Een twaalfde plaats op Zandvoort was zijn beste resultaat, waardoor hij op plaats 25 in het klassement eindigde.
In 2022 stapte Rasmussen oorspronkelijk over naar het FIA World Endurance Championship, waarin hij uitkwam voor het team Jota. Na een race keerde hij terug in de FIA Formule 3 als vervanger van Jonny Edgar bij het team van Trident, nadat Edgar vanwege gezondheidsproblemen de klasse moest verlaten. Hij reed twee raceweekenden, waarin een zevende plaats in de eerste race op Imola zijn beste klassering was.